# Varsaviana

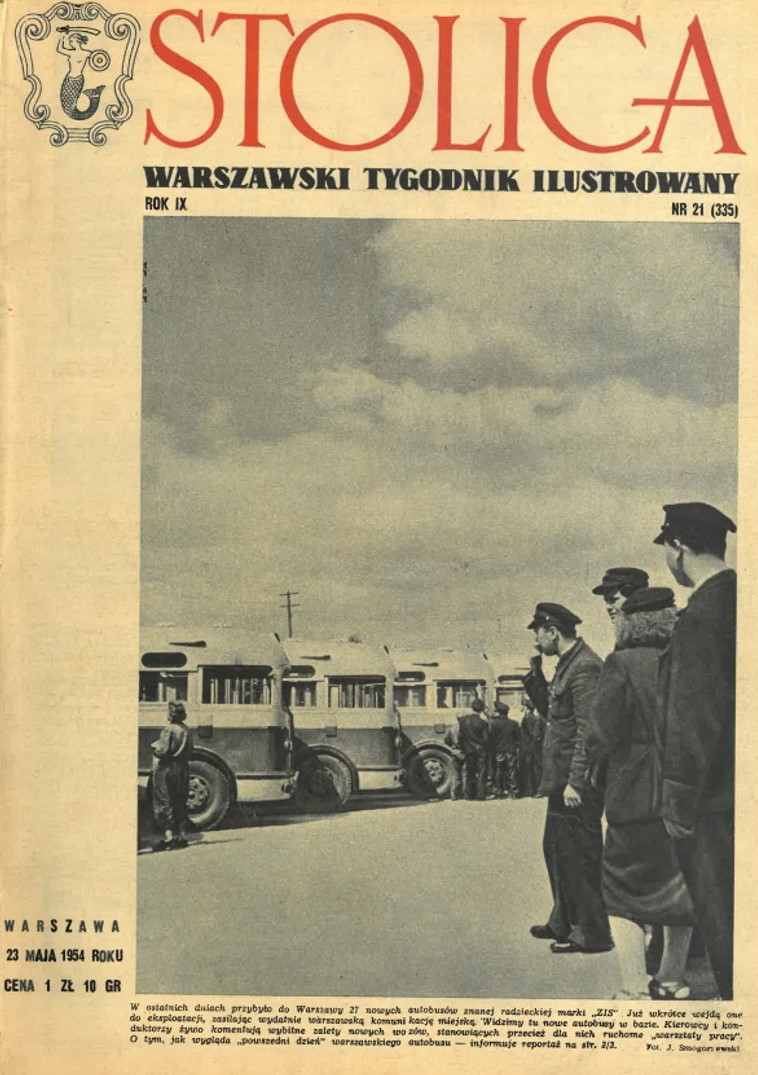
Okładka tygodnika „Stolica” z 1954 roku

Varsaviana (łac. varsaviana, od Varsavia – Warszawa) – dokumenty, rękopisy oraz druki dotyczące zagadnień związanych z Warszawą bądź jej dziejów.
Termin varsaviana obejmuje m.in. dokumenty urzędowe władz Warszawy: akty prawa miejscowego, sprawozdania, plany inwestycyjne, statystyki; publikacje naukowe i popularnonaukowe dotyczące miasta, jego mieszkańców, historii, wspomnienia bądź pamiętniki osób mieszkających w Warszawie. Są to także ogólnomiejskie i dzielnicowe czasopisma i gazety lokalne, jak również dokumenty życia społecznego, pocztówki, plakaty, ogłoszenia, druki ulotne oraz przedmioty materialne i inne artefakty związane z Warszawą.
Duży zbiór varsavianów znajduje się w Dziale Varsavianów Biblioteki Publicznej m.st. Warszawy.
Naukę o historii Warszawy nazywa się varsavianistyką, a zajmująca się nią osoba to varsavianista lub varsavianistka.